# Mohnenfluh
Mohnenfluh – szczyt w paśmie Lechquellengebirge, części Północnych Alp Wapiennych. Leży w Austrii, w kraju związkowym Vorarlberg. 